# Michael VI.
Michael VI. Bringas († 1059), zvaný Stratiotikos („válečník“) nebo také Gerontas („starý“), vládl byzantské říši v letech 1056 až 1057. Byl již velmi starým mužem, když jej císařovna Theodora krátce před svou smrtí ustanovila svým nástupcem.
Michael byl zřejmě příbuzným mocného parakoimomena Josefa Bringase z doby vlády Romana II. a působil jako člen dvorské kanceláře, kde se staral o vojenské záležitosti (odtud také jeho přízvisko). 21. srpna 1056, v den smrti císařovny Theodory, byl Michael ustanoven jejím nástupcem a korunován císařem. O den později provedl synovec Konstantina IX. Monomacha, Theodosios, státní převrat. Napadl konstantinopolské vězení, jehož vězni se k němu ihned připojili a společně s nimi postupoval na císařský palác. Zde ale ztratil kuráž a uprchl do chrámu Hagia Sofia, kde byl zadržen vojáky věrnými Michaelovi. Následně byl i se svými syny uvržen do vyhnanství ve městě Pergamon.
Touto událostí však Michaelovy vnitropolitické potíže neskončily, neboť si brzy znepřátelil mocné magnáty, když urazil zkušeného vojevůdce Izáka Komnena. Izák a někteří další velitelé se proto rozhodli proti Michaelovi povstat a uchvátit moc. Přestože Izák sám odmítal přijmout císařskou hodnost, byl 8. června 1057 provolán svým vojskem v Paflagonii císařem a vyrazil na Konstantinopol. Michael přes počáteční nerozhodnost shromáždil všechny oddíly z evropské části říše a chtěl se postavit svému soupeři na odpor, nicméně 20. srpna 1057 bylo Michaelovo vojsko poraženo Izákem poblíž měst Nikomédie a Nikaia. Michael se i za této bezútěšné situace pokusil s povstalci vyjednávat a prostřednictvím Michaela Psella nabízel Izákovi, že ho adoptuje za svého syna a udělí mu titul kaisara. Ačkoliv Izák byl víceméně ochotný tento návrh akceptovat a ukončit tak občanskou válku, v Konstantinopoli vypuklo proti Michaelovi všeobecné povstání. Senát a především patriarcha Michael Kerularios Michaela nakonec přesvědčili, aby abdikoval ve prospěch Izáka, což se také 31. srpna stalo. Zbytek svého života strávil Michael v klášteře, kde v roce 1059 zemřel.